# Karpe
Karpe je priimek v Sloveniji, ki ga je po podatkih Statističnega urada Republike Slovenije na dan 1. januarja 2010 uporabljalo 12 oseb.

## Znani nosilci priimka
- Franc Samuel Karpe (1747—1806), filozof in univ. profesor slovenskega rodu
- Hermann Müller-Karpe (1925—2013), nemški arheolog, dopisni član SAZU
- Primož Karpe (roj. 1970), slovenski ekonomist